# Boris Fomine
Pour les articles homonymes, voir Fomine.
Boris Ivanovitch Fomine (en russe : Борис Иванович Фомин), né le 12 avril 1900 à Saint-Pétersbourg et décédé le 25 octobre 1948 à Moscou, est un compositeur russe et soviétique de musique populaire. Il est enterré au cimetière de la Présentation de Moscou.

## Œuvre
Il a notamment composé  en 1926, s'inspirant de chants folkloriques,  la musique de  Dorogoï dlinnoïou (Дорогой длинною, « Route sans fin » en français),paroles de Konstantin Podrevsky , chanson reprise en Anglais en  1962 par Gene Raskin sous le titre  Those Were the Days, interprétée par le groupe The Limeliters, reprise à nouveau avec succès par Mary Hopkin en 1968. Elle a été adaptée en français la même année  par Eddy Marnay  sous le titre « Le temps des fleurs » pour la chanteuse Dalida et autres artistes.